# Morano sul Po
Morano sul Po (piemontesisch Moran) ist eine Gemeinde in der italienischen Provinz Alessandria (AL), Region Piemont.

## Lage und Einwohner
Morano sul Po liegt rund 40 km nordwestlich von der Provinzhauptstadt Alessandria nahe des Po, an der der Grenze zur Provinz Vercelli. Das Gemeindegebiet umfasst eine Fläche von 17 km² und hat 1272 (Stand 31. Dezember 2023) Einwohner. 
Die Nachbargemeinden sind Balzola, Camino, Casale Monferrato, Coniolo, Costanzana, Pontestura und Trino.

## Geschichte

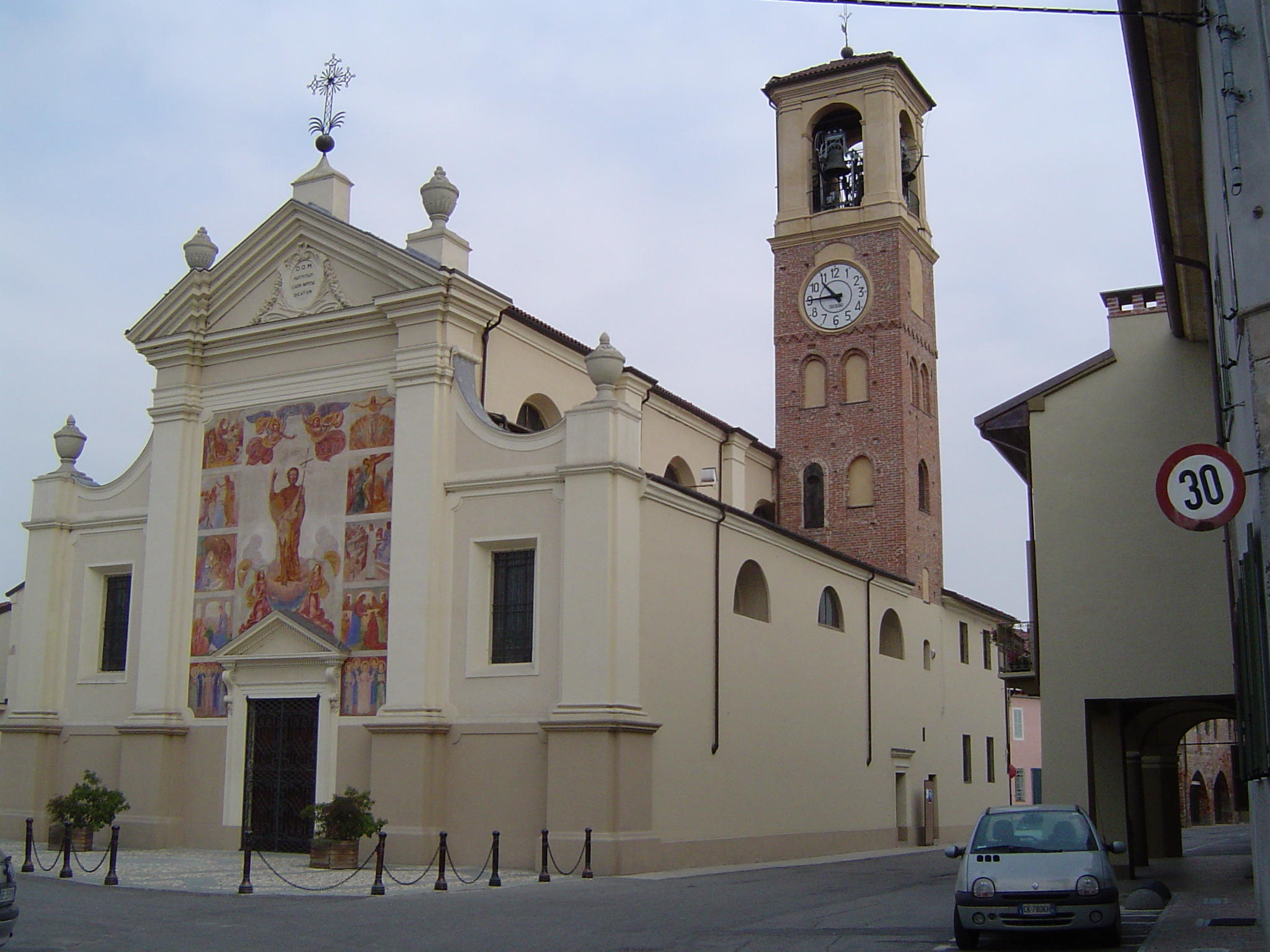
Kirche „San Giovanni Battista“ in Morano sul Po

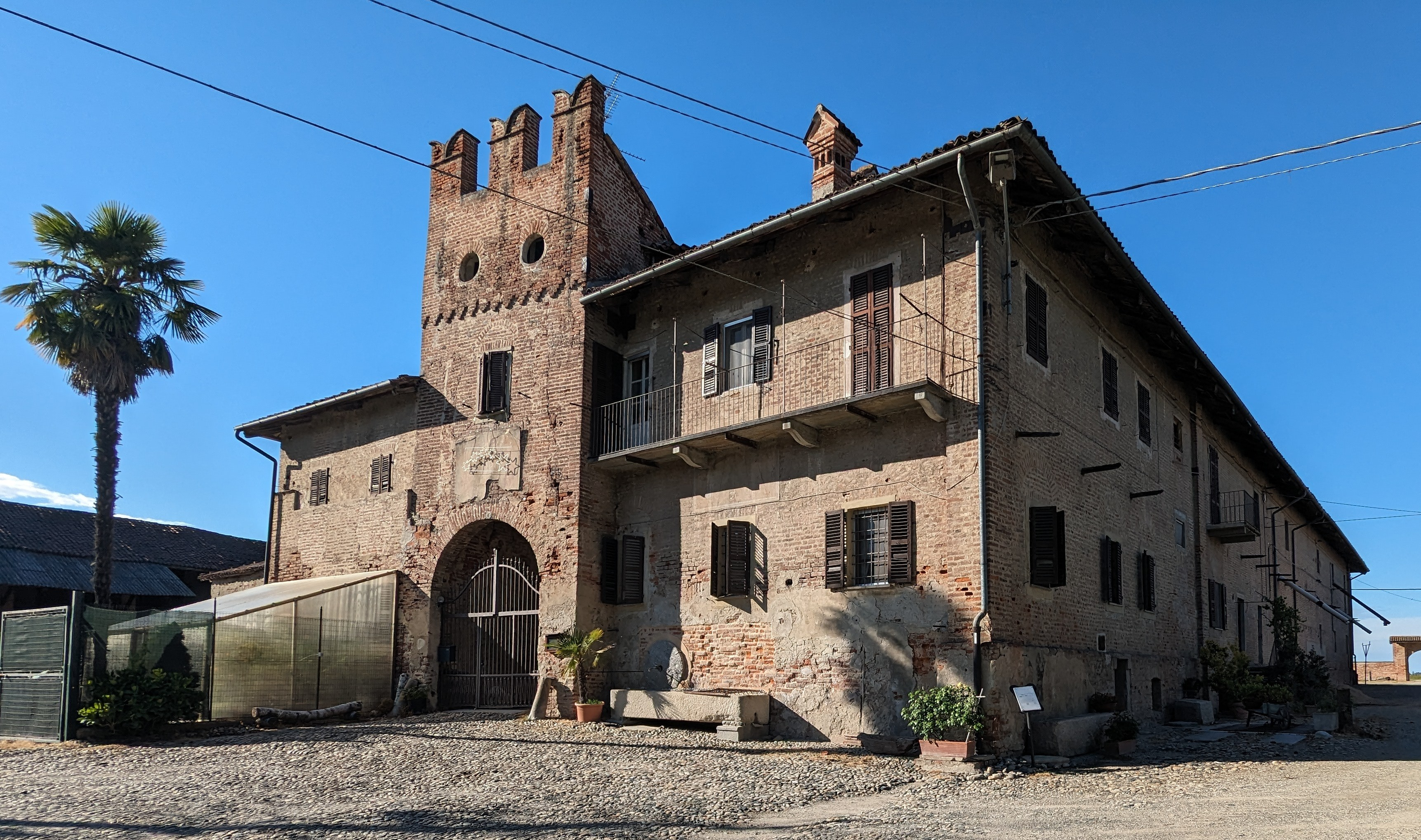
Grangia Pobietto

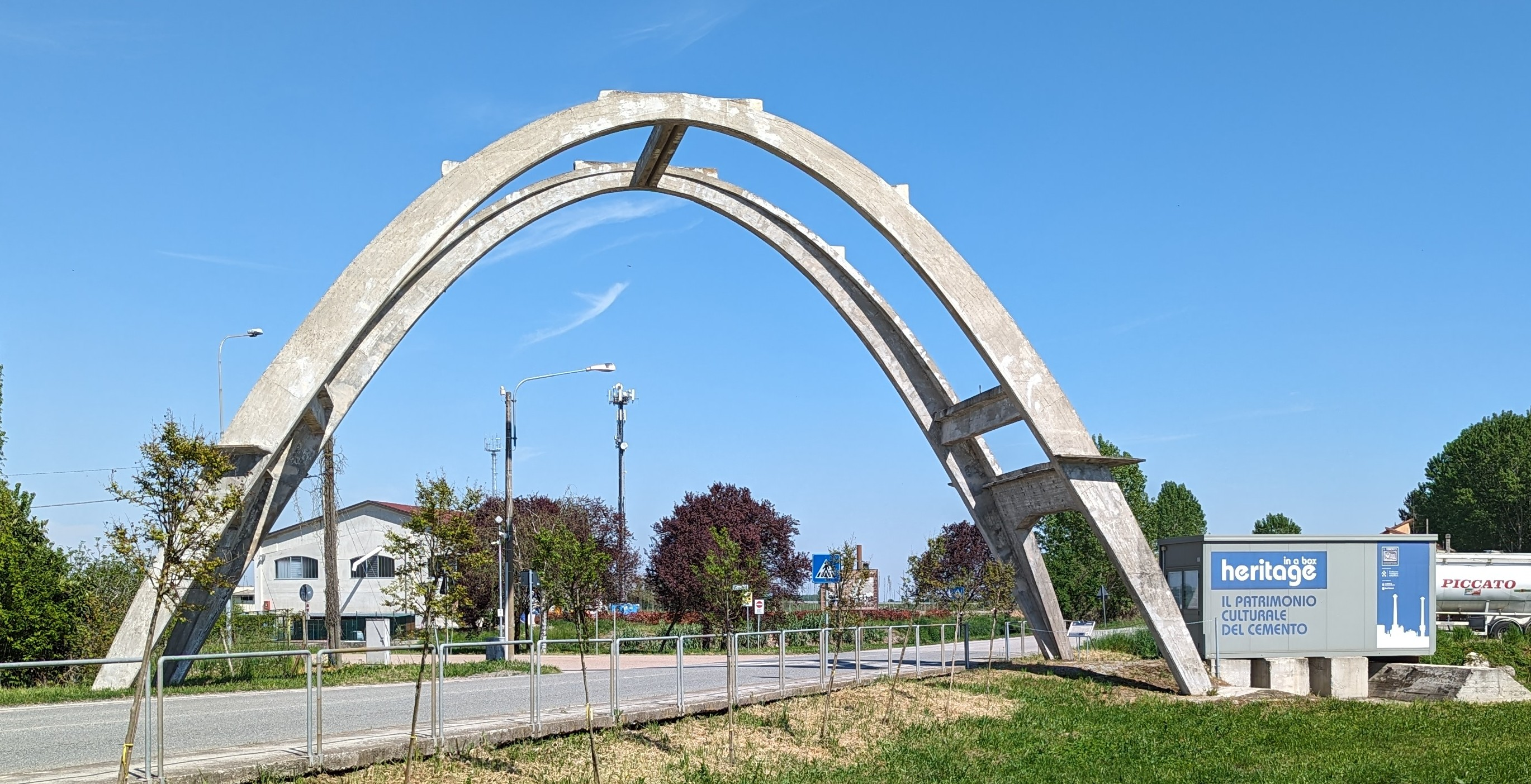
Der Bogen von Morano

Der Ortsname ist ab 1176 durch die Formen „Morannus“ und „Moranus“ belegt, wahrscheinlich abgeleitet vom römischen Personennamen MAURUS. Seine Ursprünge reichen bis ins Mittelalter zurück und die Geschichte ist seit jeher mit dem Lauf des Po verbunden. Viele Jahrhunderte lang gehörte es dem Markgrafschaft von Monferrato, dessen Schicksal es bis zu seiner Eingliederung in die Besitzungen der Savoyen verfolgte. 
Im Jahr 1182 wurde es während eines Kriegsvormarsches der Einwohner von Vercelli gegen Wilhelm V. von Monferrato zerstört. 1362 wurde es von den Visconti-Truppen verwüstet. Anschließend ging es als Lehen mit Markgrafentitel an die Familie Mosso aus Frassineto. Unter deren Herrschaft blieb es bis die Herzöge von Mantua erschienen. Im 17. Jahrhundert litt es unter den verheerenden Folgen des Krieges zwischen der savoyischen und der französisch-hispanischen Armee. 
Morano sul Po hat seit 1887 einen Bahnhof an der Bahnstrecke Chivasso-Alessandria.
Die am 19. März 1973 eröffnete Rennstrecke Morano sul Po, aufgrund ihrer Lage in der Nähe der gleichnamigen Stadt im Monferrato auch als Rennstrecke Casale Monferrato bekannt, ist eine heute stillgelegte Rennstrecke zwischen den Gemeinden Morano sul Po, Coniolo und Pontestura. Heute sind die, direkt am Po gelegenen, Gebäude und die Rennstrecke am Verfallen und gelten als Lost Place

## Sehenswürdigkeiten
- Die Portiken im antiken gotischen Stil, gekennzeichnet durch Spitzbögen, die die nach Mario Bavoso benannte Hauptstraße der Stadt überblicken.
- Die Kirche San Pietro Martire (erbaut vor 1450 und 1980 zum Nationaldenkmal erklärt) bewahrt in ihrem Inneren wertvolle Fresken der lombardischen Schule.
- Die Pfarrkirche San Giovanni Battista mit ihrer besonderen Fassade aus dem 17. Jahrhundert, wo man ein Gemälde von Caccia und zwei barocke Beichtstühle aus Holz bewundern kann.
- Der Gutshof Grangia Pobieto, dessen Bau bis ins 11. Jahrhundert zurückgeht. Der Torturm und ein Teil der Mauer mit Spitzbogenring stammen aus dem Mittelalter.[3]
- Der Bogen von Morano. Ist eine Parabolbogen-Infrastruktur, die es der Seilbahn vom Zementwerk ermöglichte, die Staatsstraße vom Bergwerk Palazzina Borino in Coniolo zum Zementwerk Morano sicher zu überqueren. Es wurde 1951 von der Firma Unione Cementi Marchino/Unicem aus Casale Monferrato nach einem Entwurf des Ingenieurs Guido Sarti erbaut und blieb bis etwa 1958 in Betrieb.[4]

## Persönlichkeiten
- Charlie Bazzano (1923–2014), australischer Radrennfahrer